# 林恕
林恕（1494年—？），字道近，號西橋，福建福州府長樂縣人，民籍，明朝政治人物。

## 生平
嘉靖四年（1525年）乙酉科福建鄉試第三十一名舉人。嘉靖八年（1529年）中式己丑科會試第一百三十九名，登第三甲第五十三名進士。歷都察院經歷，擢守雷州，有惠政，濬湖渠，築海堤，為民利，鋤強扶弱，不避權貴，郡人镌石紀其績。官終雲南按察使。

## 家族
曾祖林壯叔；祖父林在賓；父林文秀，母張氏。具庆下。弟愈、忠、恩、端、方。